# 39e bataillon de tirailleurs sénégalais
Le 39e Bataillon de Tirailleurs Sénégalais (ou 39e BTS) est un bataillon français des troupes coloniales.

## Création et différentes dénominations
- -: Formation du 39e Bataillon de Tirailleurs Sénégalais
- 07/08/1918: Le bataillon reçoit des renforts du 106e BTS (2 officiers et 200 hommes)

### Sources et bibliographie
Mémoire des Hommes